# فالنته
فالنته (به لهستانی:  Falenty) یک روستا در لهستان است که در گمینا راشن واقع شده‌است.
 فالنته  ۶۹۰ نفر جمعیت دارد.